# エイト・オー・エイト
『エイト・オー・エイト - 声と手拍子で遊ぶリズムの絵本 -』（エイト・オー・エイト こえとてびょうしであそぶリズムのえほん）は、2021年にソノリテから出版された日本の児童書である。
本作は、日本の楽器メーカーRolandが1980年に発売したリズムマシン、TR-808を題材としており、タイトル、物語に登場するキャラクター、デザインや付録など、全面的にTR-808がモチーフとして使われている。
著者は、アニメ『うる星やつら』の「ラムのラブソング」や『さすがの猿飛』の「恋の呪文はスキトキメキトキス」などの作曲者として知られる小林泉美。イラストは、デトロイト・テクノの数々の名盤のアートワークを手掛けた、A. Qadim Haqqである。
帯文を電気グルーヴの石野卓球が寄稿している。

## 概要
かな文字で記された“呪文”を声に出しながら手拍子をするリズム遊びで、リズムを学ぶ内容。
付属する紙製の付録“TR-808”では、カタカナと記号が記された16本のバーを動かし、オノマトペの組み合わせによるリズム・パターンを作ることができる。リズムを声と手拍子で直感的に表現することに主眼が置かれ、電子音が鳴る仕掛けはない。
高校時代の米軍キャンプでのバンド活動でファンクに開眼し、イギリス移住後はロンドンを主な拠点にキューバ、ジャマイカ、ブラジルなど世界中を渡り歩きながら、スーダン・ファンク・バンドThe Scorpiosのメンバーとしても活動する小林泉美ならではのアイデアが盛り込まれており、子ども向けの音楽書としては異色の内容となっている。
例として、小節やテンポといったリズムの基本のほか、ポリリズムやシンコペーション、ソン・クラーベなど、アフロビートやラテン音楽に関係の深いリズム、あるいは変拍子やミニマルなど、様々なスタイルが取り上げられている（チキュウリズムの章に登場するリズム“パタトパ”は、小林泉美が敬愛するキューバ出身のパーカッショニスト、Carlos Valdesの通り名“Patato”から考案されたという）。また、リズムの裏拍のタイミングに合わせて歩くレッスンは、十代のころの小林泉美が、リズム感向上のため実際に行っていた習慣をもとにしている。

## 構成
1.物語（あらすじ）
リズムをレーダー代わりに宇宙を旅するリズムの魔導書エイトは、よそ見が原因でブラックホールに落ちてしまう。ブラックホールの重力が引き起こした大きな時空の歪みの影響で、リズムを鳴らせなくなったエイト。そんなとき、ポンピと名乗る謎の存在がエイトに語りかける。エイトは、ふたたびリズムを使ったコミュニケーションを試みる。
2.リズムレッスン
小節やテンポ、リズムキープといったリズムの基本、エイトとポンピのふたりでリズムを合わせるセッションなどのリズム遊びからなる。
3.チキュウリズム
シャッフルやシンコペーション、ポリリズム、変拍子など様々なスタイルのリズムに挑戦する。
4.“全・児童式”ふろくTR-808
TR-808を模した紙製の付録には、引っ張って動かすことのできる16本のドローバーが備わる。それぞれのバーには、カタカナや猫のアイコンが記されており、これらを組み合わせることにより、下記のような1小節（16ステップ、4拍）のオノマトペのリズムパターンを作ることができる。
例) ドンチタ・ンチタン・チタンチ・タチドン

## 文化的背景 / 『エイト・オー・エイト』のモデルとなったTR-808とダンス・ミュージック
赤、オレンジ、黄色、白の4色のボタン操作で簡単にオリジナルのリズム・パターンを作成できるインターフェースと、ときに会場のスピーカーを破壊してしまうほどの強烈な音圧と重低音を持つTR-808は、アメリカのヒップホップ、ハウス・ミュージック、テクノなどのブラック・ミュージックのパイオニアたちによって熱烈に支持され、また数多くの新しい音楽の誕生や発展を促してきた。
例えば、Kool Herc、Grandmaster Flashと並ぶヒップホップの3人の始祖のひとりで、ヒップホップの名付け親ともいわれるニューヨークのAfrika Bambaataaの代表曲、Afrika Bambaataa & The Soul Sonic Force の「Planet Rock」(1982年)。
ハウス・ミュージックの世界初のレコード作品といわれる、シカゴのプロデューサーJesse Saundersの「On And On」（1984年）。
テクノの創始者であるデトロイトのJuan Atkinsが1981年にRichard Davisと結成したCybotronの「Clear」（1983年）など、その歴史的作品の何れのビートにおいても、TR-808が使用されている。
そして旧来の西洋音楽的なメロディやハーモニーではなく、よりビートに中心の置かれた、これらの新しいダンス・ミュージックの誕生や世界への爆発的な拡がりとともに、TR-808はサウンドだけでなく、名称やデザインも含めたかたちで、ダンス・ミュージックの文化や歴史の象徴として愛されるようになっていった。
なお、マイアミ・ベース、ドラムンベース、ダブステップ、トラップ・ミュージックなどに代表されるベース・ミュージックのプロデューサーたちは、TR-808のバスドラムを加工しベースとして使用することがある。このことから、「エイト・オー・エイト」が、独特のヘヴィなベース音を表す用語として使われることもある。
1970年代から1980年代にかけ、電子楽器のテクノロジーが徐々にアナログからデジタルにシフトしていく流れのなかで、TR-808を開発した菊本忠男をはじめとするRolandのエンジニアたちは、それと逆行するかのように、「アナログ・テクノロジーで」「リアルなドラム・サウンドの搭載」を目指したという。しかし、結果としてTR-808は「型にはまるのを嫌うプロデューサーたちから絶大な支持を集め」「全然ドラムっぽくないサウンドが最高にクールだって感じてた」というArthur Bakerの発言に象徴される通り、日本のエンジニアたちが予期せぬかたちで、世界の音楽を大きく変えていった。

## 関連イベント

### 「小林泉美と“うる星・音モダチ”の夜」
2021年4月2日に代官山 蔦屋書店で開催された『エイト・オー・エイト』の出版記念イベント。
ゲストとして、かねてからの小林泉美のファンであり、MIX CD『DIGGIN' JAPANESE POPS MIXED BY MURO』 では、小林泉美&Flying Mimi Bandの『ORANGE SKY-Endless Summer-』のジャケットのオマージュもしているヒップホップDJ/MCのMURO、そして小林泉美とともにアニメ『うる星やつら』の音楽を手掛け、70年代のRolandでのアルバイト経験や、Fairlight CMIの日本初のユーザーという逸話を持つ作曲家の安西史孝が出演した。

### 「みんなの手拍子が主役！ リズムのコンサート “エイト・オー・エイト”」
2021年12月11日、12日に開催された浜松市主催のアートフェス『サウンドデザインフェスティバル in 浜松2021』で行われたワークショップ。
『エイト・オー・エイト』の内容を、Rolandの楽器も使いながら参加者全員で実演する内容。司会は、ヒップホップユニットのDEADKEBAB&PSYCHIC$。

### 「Hidden History of IZUMI KOBAYASHI / 小林"ミミ"泉美は、なぜ日本を去ったのか？」
2020年10月14日にSUPER DOMMUNEで行われたライブ配信プログラム。
ゲストは小林泉美の長年の友人で、Palais Schaumburgの結成メンバー、そしてSun Electric、The Orbとして活躍したことでも知られるジャーマン・テクノの重鎮、Thomas Fehlmann。司会を、小林泉美の実子で音楽プロデューサーのSKYTOPIAが務めた。本プログラム中で初めて、小林泉美本人から『エイト・オー・エイト』の発売がアナウンスされた。